# Никки Хартс
Никки Хартс (англ. Nikki Hearts, род. 6 ноября 1991, Колумбус) — американская порноактриса, эротическая модель, порнорежиссёр и профессиональный рестлер. Лауреатка премии Inked Awards.

## Биография
Родилась 6 ноября 1991 года в городе Колумбус, столице северного штата Огайо. Отдыхая в различных барах Колумбуса, завела близких подруг из числа порноактрис, например Jet Blue, которые и дали ей идею начать карьеру в порно, пройдя кастинги в Сан-Франциско, где Никки и будет сниматься в своих первых лесбийских секс-сценах. Дебютировала в порноиндустрии в 2011 году, в возрасте 19 лет.
Снимается для таких продюсеров, как Filly Films, Burning Angels, Wicked, Smash Pictures, Adam & Eve, Hustler, Girlsway, New Sensations, Diabolic, Girlfriends Films, Kelly Madison Productions, Jules Jordan Video и Sweetheart Video.
В 2014 году получила первую номинацию на AVN Awards в категории «Лучшая сцена лесбийского секса» вместе с Бонни Роттен за фильм Beyond Fucked: A Zombie Odyssey. В следующем году была номинирована на премию XBIZ за лучшую секс-сцену в лесбийском фильме вместе с Джессой Роудс за Secret Life of a Lesbian. В 2016 году номинирована на AVN Awards в категории «лучшая групповая сцена» за Making the Band и на XBIZ Award в категории «лесбийская исполнительница года». В 2017 году получила премию Inked Awards в номинации «Лучшая групповая сцена» за Cindy Queen of Hell вместе с Анной Белл Пикс, Ли Рэйвен и Чедом Альвой.
Также выступает в качестве режиссёра, сняв на данный момент 11 картин, во многих из которых сыграла, например: Babes In Toyland, Chopper Whores, Lesbian Bush Babes, Lezzz Get Kinky, Lezzz Be Roommates. За последний фильм была номинирована на AVN Aeards в категории «лучшая групповая лесбийская сцена» вместе с Ли Рейвен и Рейвен Рокетт.
На октябрь 2019 года снялась более чем в 130 фильмах.

## Награды и номинации
| Год  | Церемония                   | Результат | Номинация                              | Работа                          |
| ---- | --------------------------- | --------- | -------------------------------------- | ------------------------------- |
| 2013 | Inked Awards                | Номинация | Дебютантка года                        | н/д                             |
| 2014 | AVN Awards                  | Номинация | Лучшая лесбийская сцена                | Beyond Fucked: A Zombie Odyssey |
| 2014 | Erotic Lounge Awards        | Номинация | Премия поклонников: Beste Regie        | н/д                             |
| 2015 | XBIZ Award                  | Номинация | Лучшая сцена секса в лесбийском фильме | Secret Life of a Lesbian        |
| 2016 | AVN Awards                  | Номинация | Лучшая групповая сцена                 | Making the Band                 |
| 2016 | XBIZ Award                  | Номинация | Лесбийская исполнительница года        | н/д                             |
| 2017 | AVN Awards                  | Номинация | Лучшая групповая лесбийская сцена      | Lezzz Be Roommates              |
| 2017 | Inked Awards                | Победа    | Лучшая групповая сцена                 | Cindy Queen of Hell             |
| 2018 | AVN Awards                  | Номинация | Лучшая лесбийская сцена                | Prison Lesbians 5               |
| 2018 | Spank Bank Awards           | Номинация | Госпожа страпона                       | н/д                             |
| 2019 | AVN Awards                  | Номинация | Премия фанатов: медиазвезда            | н/д                             |
| 2019 | XBIZ Award                  | Номинация | Лучшая сцена секса в лесбийском фильме | Deep Delivery                   |
| 2019 | Spank Bank Awards           | Номинация | Princess of the Piledriver             | н/д                             |
| 2019 | Spank Bank Awards           | Номинация | Tiniest Vag                            | н/д                             |
| 2019 | Spank Bank Technical Awards | Победа    | Tube Sock Queen                        | н/д                             |

## Избранная фильмография
- A Girls Tale[20],
- Cindy Queen Of Hell[21],
- Deep Delivery[22],
- Eat My Lesbian Ass[23],
- Fuckstyles 2[24],
- Hotel[25],
- Ink Stains 3[26],
- Kiss[27],
- Lesbian Anal Virgins[28],
- Moments[29],
- Raw 30[30],
- Seduced By Mommy 11[31],
- Tombois 3[32].